# Vanzago
Vanzago település Olaszországban, Lombardia régióban, Milánó megyében. Lakosainak száma 9325 fő (2023. január 1.). Vanzago Arluno, Pregnana Milanese, Pogliano Milanese és Sedriano községekkel határos.

## Népesség
A település lakossága az elmúlt években az alábbi módon változott:
| Lakosok száma | 8978 | 9175 | 9224 | 9325 |
|               | 2013 | 2017 | 2018 | 2023 |